# Kiszka (element stroju)

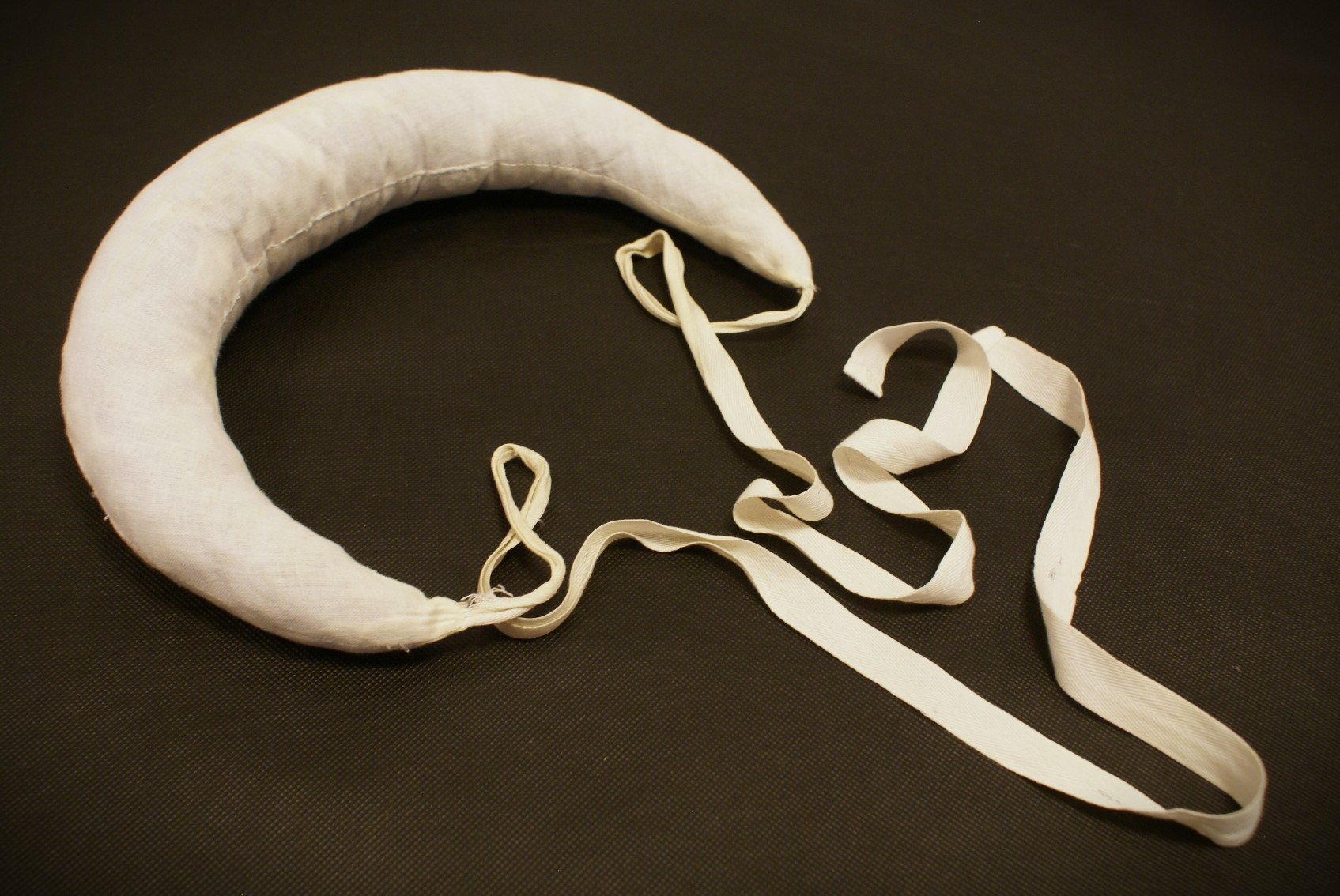
Kiszka, ze zbiorów Muzeum Bambrów Poznańskich

Kiszka (element stroju) - element spodni stroju bamberskiego w celu uzyskania charakterystycznej, pękatej sylwetki, traktowany jako bielizna. Był to rulon wykonywany z grubszej tkaniny (płótna) w kształcie półksiężyca, który w środku był wypełniany skrawkami tkanin mocno ubitych lub watą. Z obu końców do kiszki mocowane były długie tasiemki, za pomocą których mocowano ją na biodrach, poniżej talii. Na niej mocowano watówki. Niekiedy kiszka była doszywana do sznurówki. Kiszka zastępowała stelaż stosowany w krynolinach. Dzięki niej spódnice wierzchnie pozostawały szeroko rozpostarte, uzyskując w ten sposób efekt kołysania się spódnic podczas chodzenia. 